# Джейнс, Джулиан
Джулиан Джейнс (англ. Julian Jaynes; 27 февраля 1920, Ньютон, Мидлсекс, Массачусетс, США — 21 ноября 1997, Шарлоттаун, Остров Принца Эдуарда, Канада) — американский психолог.

## Биография
Джулиан Джейнс родился в Ньютоне, Массачусетс. Он обучался в Гарварде, Университете Макгилла и получил свои ученые степени в Йельском университете. Был близким другом известного экспериментального психолога Эдвина Боринга. В начале своей карьеры Джейнс провел ряд значительных исследований в области бихевиоризма животных и этологии. Впоследствии в течение нескольких лет работал в Англии, пробуя себя в качестве актера и драматурга. Позднее возвращается в США, где с 1966 по 1990 год читает курсы психологии в Принстоне. Снискал большую популярность как лектор, неоднократно приглашался в ведущие университеты.

## Научный вклад
Известен книгой «Происхождение сознания в процессе слома бикамерального разума» ("The Origin of Consciousness in the Breakdown of the Bicameral Mind", 1976), где он представил свою теорию, согласно которой древний человек не обладал сознанием в современном понимании этого слова, и что сознание появилось гораздо позже, возможно, только в эпоху письменности. Согласно Джейнсу, поведение первобытного человека скорее управлялось звуковыми галлюцинациями, которые интерпретировались как голос короля или бога. Процесс перехода к сознанию (т.е. восприятию реальности на основе самоидентификации) происходил в течение нескольких столетий примерно три тысячи лет назад.